# Фауст Корнелий Сула (консул 31 г.)
Вижте пояснителната страница за други личности с името Сула.
Фауст Корнелий Сула Лукул III (на латински: Faustus Cornelius Sulla Lucullus III; † 40 г.) е политик и сенатор на ранната Римска империя от род Корнелии.

## Биография
Той е син на Фауст Корнелий Сула (сенатор) и Помпея Магна, дъщеря на Помпей Велики и правнук на диктатора Луций Корнелий Сула. Брат е на Луций Корнелий Сула Феликс (консул 33 г.) и на Корнелия Сула Луция.
През 21 г. Сула Фауст се жени за Домиция Лепида, дъщеря на Антония Старша и Луций Домиций Ахенобарб (консул 16 пр.н.е.) и внучка на Октавия Младша. Така Сула Фауст става доведен баща на Валерия Месалина, бъдеща съпруга на император Клавдий. Сула Фауст е баща на Фауст Корнелий Сула Феликс (22 – 62; консул 52 г.), който се жени през 47 г. за Клавдия Антония, дъщеря на римския император Клавдий от втората му съпруга Елия Петина.
През 31 г. Фауст Корнелий Сула става суфектконсул заедно със Секст Тедий Валерий Катул, на мястото на служещия тази година като консул император Тиберий. На 1 октомври той е сменен от Публий Мемий Регул.
Фауст Корнелий Сула e frater arvalis и умира 40 г.